# August Karl Rosiwal
Augusto Karl Rosiwal Lebensgang ( 2 de diciembre de 1860, Viena - † 9 de octubre de 1923 ibíd) fue un geólogo austríaco.
Desde 1885 hasta 1891 fue asistente de Franz Toula.
En 1892 empezó dando conferencias gratuitas sobre mineralogía y petrografía y después a partir de 1898 por fin cobraba honorarios de sus conferencias. Buena parte de sus estudios los realizó de forma autodidacta.
En 1918 y hasta su muerte acaecida en 1923 asumió la administración del Instituto Geológico de la Universidad de Viena, sucediendo en el cargo a su mentor Franz Toula.
Realizó una exhaustiva datación de los detalles geológicos de Austria.
Rosiwal ha legado unas cuantas cosas a la humanidad, entre las que destacan la escala de Rosiwal y el principio o método de Rosiwal, que básicamente es un método de análisis petrográfico y que condujo al desarrollo de la estereografía.

## Método de Rosiwal
El método de Rosiwal (también llamado de Delesse y Rosiwal) intenta realizar un análisis cuantitativo del contenido de los minerales individuales que componen una roca (véase: análisis modal). Se aplica sólo a rocas metamórficas. Consiste en cálculos de proporciones basados en líneas trazadas muy próximas entre sí y medidas sobre cada material diferente, por dicha medición se calcula proporcionalmente el área de cada material y del mismo modo se aplica al volumen.